# Réunioni repülőkutya
A réunioni repülőkutya (Pteropus subniger) az emlősök (Mammalia) osztályának a denevérek (Chiroptera) rendjéhez, ezen belül a nagydenevérek (Megachiroptera) alrendjéhez és a repülőkutyafélék (Pteropodidae) családjához tartozó kihalt faj.

## Elterjedése
A faj valamikor Réunion és Mauritius szigetein volt őshonos.

## Megjelenése
Feje, nyaka és vállai világos rozsdabarna színűek voltak. Testének többi része sötétszürke színű volt. Apró füleit alig lehetett látni.
Szőrzete különösen dús volt egy trópuson élő fajhoz képest és vastag zsírréteggel is rendelkezett. Ezen tulajdonságok a sziget magasabb részein található hűvös barlangokban való tartózkodáshoz való alkalmazkodás miatt alakultak ki.

## Életmódja
Mint a legtöbb repülőkutyafaj, e faj is kizárólag éjszakai életmódot folytatott.
A szigetet felkereső Jean Baptiste François de Lanux francia utazó leírásai alapján a faj hegyvidéki barlangokban töltötte a nappali órákat. Egy-egy alvókolóniában néha több, mint 400 nőstény és kölykeik is tartózkodhattak egyetlen kifejlett hím felügyelete alatt.
Nektárral és gyümölcsökkel táplálkozott, fő tápnövénye a Foetidia mauritiana gyümölcse volt.

## Természetvédelmi helyzete
Amint Réunion és Mauritius szigete benépesült a szigeten honos mindkét fajra, így a rokon mauritiusi repülőkutyára (Pteropus niger) is intenzíven vadászni kezdtek, elsősorban húsnyerés céljából. Különösen a zsírosabb húsú réunioni repülőkutya volt igen kedvelt zsákmány.
Emellett a faj élőhelyét jelentő hegyvidéki erdőket is nagy arányban kezdték meg irtani mindkét szigeten.
A fajt 1860-ban látták utoljára Réunion szigetén, és Mauritiusról is kihalt 1864-re.
A mauritiusi repülőkutya is kihalt Réunion szigetéről 1800 környékére, de ennek a fajnak az egyedei ma is megtalálhatóak Mauritiuson.

## Fordítás
- Ez a szócikk részben vagy egészben  a   Rauchgrauer Flughund című német Wikipédia-szócikk fordításán alapul.  Az eredeti cikk szerkesztőit annak laptörténete sorolja fel. Ez a jelzés csupán a megfogalmazás eredetét és a szerzői jogokat jelzi, nem szolgál a cikkben szereplő információk forrásmegjelöléseként.